# 察罕殿齐·耶希图布丹
察罕殿齐·耶希图布丹（1837年—1895年）蒙古族，内蒙古哲里木盟索希日干村人，第五世察罕殿齐活佛。

## 生平
耶希图布丹生于道光十七年（1837年）出自内蒙古哲里木盟索希日干村的达尔罕亲王贵族家庭。道光二十三年六月四日（1843年）被迎请至瑞应寺坐床，正式继任察罕殿齐活佛。他提倡研习经典，勤勉于誦经念佛，并且注重修行与学问，受到僧俗的崇拜。瑞应寺僧徒日增，发展到鼎盛时期。他两次进京觐见清朝皇帝，一次赴西藏。光绪二十一年（1895年）圆寂，享年59岁。